# Ольский, Ян Каликстович
Ольский Ян Каликстович (настоящая фамилия Куликовский) (1898, имение Бутримовичи Трокский уезд, Российская империя — 27 ноября 1937, Москва, РСФСР, СССР) — один из руководителей органов государственной безопасности СССР, председатель ГПУ при СНК БССР, начальник Особого отдела ОГПУ при СНК СССР. Расстрелян в 1937 году, реабилитирован посмертно.

## Биография
Из семьи польского врача Куликовского. В январе 1911—1917 гг. учился в гимназии в Вильно, а затем в Петрограде.
С 1914 года участвовал в социал-демократическом движении Польши, с 1917 года член Социал-демократической партии Польши и Литвы, был близко знаком с Ф. Э. Дзержинским и И. С. Уншлихтом.
В 1917 году вступил в РСДРП(б), с октября 1917 года секретарь польской секции Петроградского комитета РСДРП(б). Участник Октябрьского вооруженного переворота в Петрограде.
В 1918 году вступил в РККА, работал в подполье в Виленской губернии (под псевдонимом Ольский, ставшим затем его фамилией). В августе 1919 году перешёл в органы ВЧК, начальник Особого отдела 16-й армии, с 1920 года особоуполномоченный Особого отдела Западного фронта.
С июня 1921 года председатель ЧК (полпред ГПУ) Белоруссии; руководил проведением карательных операций на территории республики.
С февраля 1923 года начальник 3-го отделения Контрразведывательного отдела (КРО) ОГПУ. В данной ему характеристике указывалось: «Работоспособный, с широкой инициативой… знакомый со всеми отраслями чекистской работы… Имеет колоссальные заслуги в области разработок разных контрреволюционных и шпионских организаций, известных ВЧК».
С 28 июля 1923 года начальник Отдела погранохраны ГПУ, с 3 октября 1923 года по 15 декабря 1925 года главный инспектор войск ОГПУ СССР и начальник отдела Погранохраны ОГПУ СССР; начальник Высшей пограничной школы ОГПУ СССР.
С декабря 1925 года заместитель начальника КРО и Особого отдела (ОО) ОГПУ СССР. С 22 ноября 1927 года по 10 сентября 1930 года начальник КРО ОГПУ СССР, с октября 1930 года по июль 1931 года начальник ОО ОГПУ СССР.
По прямому предложению Ольского в Новосибирске был арестован генерал Белой армии В. Г. Болдырев.
В 1931 году пытался расследовать подробнее и остановить явно сфабрикованное дело «Весна», возникшее в особом отделе ГПУ Украинской ССР против бывших офицеров Русской армии, служивших военспецами в Красной армии (в том числе таких, как А. И. Верховский, Н. Е. Какурин, А. Г. Лигнау, А. Е. Снесарев и многие другие). Его поддержали И. А. Воронцов, Е. Г. Евдокимов, Л. Н. Бельский, С. А. Мессинг. В июле 1931 года решением Политбюро ЦК ВКП(б) Ольский был снят с должности и уволен из органов ОГПУ за выступление вместе с другими руководителями ОГПУ СССР против Г. Г. Ягоды, который по согласованию со Сталиным и председателем ОГПУ В. Р. Менжинским, довёл дело «Весна» до конца — до расстрела более тысячи профессиональных военных.
В августе 1931 года переведён в систему общественного питания Москвы, руководитель аппарата объединения «Моснарпит», начальник Главного управления столовых, ресторанов, кафе и буфетов «Союзнарпита». 
Арестован 30 мая 1937 года «как участник шпионской и террористической польской организации». Внесен в Сталинский расстрельный список от 1 ноября 1937 года (Список № 5 («Быв. ответ. работники наркоматов») — «за» 1-ю категорию Молотов, Сталин, Ворошилов, Каганович, Жданов). 
27 ноября 1937 года Военной Коллегией Верховного суда СССР осуждён к ВМН по статьям 58-1 «а» («измена Родине»), 58-8(«террор») и 58-11 («участие в антисоветской диверсионно-террористической организации») УК РСФСР. Приговор приведён в исполнение в тот же день. Место захоронения — «могила невостребованных прахов» № 1 крематория Донского кладбища.
Реабилитирован посмертно определением ВКВС СССР от 19 ноября 1955 года.
Жена отбыла длительный срок в ИТЛ, старший сын был отдан в детский дом, младшего приютили родственники.

## Награды
- Орден Красного Знамени